# On Tour with Eric Clapton
On Tour with Eric Clapton è un album dal vivo pubblicato dal duo musicale statunitense Delaney & Bonnie e dal musicista britannico Eric Clapton a nome Delaney & Bonnie & Friends nel 1970.

## Tracce
Side 1
1. Things Get Better – 4:20 (Steve Cropper, Eddie Floyd, Wayne Jackson)
2. Poor Elijah – Tribute to Johnson (medley) – 5:00 (Delaney Bramlett, Jim Ford, Leon Russell)
3. Only You Know and I Know – 4:10 (Dave Mason)
4. I Don't Want to Discuss It – 4:55 (Beth Beatty, Dick Cooper, Ernie Shelby)

Side 2
1. That's What My Man Is For – 4:30 (Bessie Griffin)
2. Where There's A Will There's A Way – 4:57 (Bonnie Bramlett, Delaney Bramlett, Bobby Whitlock)
3. Comin' Home – 5:30 (Bonnie Bramlett, Delaney Bramlett, Eric Clapton)
4. Little Richard Medley – Tutti Frutti/The Girl Can't Help It/Long Tall Sally/Jenny Jenny – 5:45 (Richard Penniman, Bobby Troup, Robert Blackwell)